# Cryptometrion aestuescens
Cryptometrion aestuescens — вид грибів, що належить до монотипового роду  Cryptometrion.